# Bob Weiss
Robert William Weiss, detto Bob (Easton, 7 maggio 1942), è un ex cestista e allenatore di pallacanestro statunitense, professionista nella NBA.

## Carriera
Venne selezionato dai Philadelphia 76ers al terzo giro del Draft NBA 1965 (22ª scelta assoluta).

## Palmarès

### Giocatore
- Campione EPBL (1966)
- Campionato NBA: 1

Philadelphia 76ers: 1967